# Hadja Saran Daraba Kaba
Hadja Saran Daraba Kaba (Coyah, 1945) es una activista guineana, la primera secretaria general de la Unión del Río Mano y candidata a la presidencia en 2010 en las elecciones generales de Guinea.

## Biografía
Hadja Saran Daraba Kaba nació en 1945 hacia el final de la Segunda Guerra Mundial en Coyah, Guinea, en una familia poco acomodada, su padre era un soldado y activista bajo el régimen del Presidente Ahmed Sékou Touré. Forjó sus armas políticas a una edad temprana. Se formó como farmacéutica en Leipzig y Halle en Alemania entre 1966 y 1979. En 1970, regresó a Guinea donde impartió clase en la Facultad de Medicina y Farmacia Hadja Mafory Bangoura y luego se unió a Pharmaguinée donde ascendió para convertirse en Directora Nacional Adjunta de Exportaciones en el Ministerio de Comercio Exterior. En 1996  se convirtió en Ministra  de Asuntos Sociales y Promoción de la Mujer y la Infancia.

## Elección presidencial
En 2010, durante las elecciones presidenciales en Guinea,  fue la única mujer entre los 24 candidatos participantes, antes de unirse a Alfa Condé en la segunda vuelta.

## Mano River Unión
Entre septiembre de 2011 y 2017, fue secretaria general de la Unión del Río Mano y fundadora de la red de mujeres de la Unión por la Paz del Río Mano (REFMAP), una de las estructuras más importantes de la sociedad civil de África Occidental que contribuyó en gran medida a la resolución de varios conflictos en la subregión y a la emancipación de las mujeres africanas y recibió el Premio de Derechos Humanos de la ONU en 2003.